# Kích cỡ quần áo

Một số ví dụ về số đo cơ thể được sử dụng để định cỡ quần áo.

Trong quần áo, kích cỡ quần áo đề cập đến kích thước nhãn được sử dụng cho hàng may mặc được bán ngoài kệ. Có một số lượng lớn các hệ thống định cỡ tiêu chuẩn trên khắp thế giới cho các loại hàng may mặc khác nhau, chẳng hạn như váy, áo, váy và quần. Hàng may mặc theo đơn đặt hàng yêu cầu phải thực hiện các phép đo, nhưng chúng không cần phải được chuyển đổi thành dạng chuẩn quốc gia.
Có ba cách để dán nhãn kích cỡ quần áo:
- Kích thước cơ thể: Nhãn cho biết phạm vi đo cơ thể mà sản phẩm được thiết kế. (Ví dụ: nhãn mũ bảo hiểm xe đạp ghi "chu vi đầu: 56-60 cm".)
- Kích thước sản phẩm: Nhãn ghi rõ kích thước đặc trưng của sản phẩm. (Ví dụ: nhãn quần jean ghi chiều dài chân bên trong của quần jean tính bằng centimet hoặc inch (không phải số đo chân bên trong của người mặc dự định).
- Kích thước ad hoc: Nhãn ghi rõ số kích thước hoặc mã không có mối quan hệ rõ ràng với bất kỳ phép đo nào. (Ví dụ: Kích thước 12, XL.)

Theo truyền thống, quần áo được dán nhãn bằng nhiều hệ thống kích thước ad hoc khác nhau, dẫn đến các phương pháp định cỡ khác nhau giữa các nhà sản xuất khác nhau được thực hiện cho các quốc gia khác nhau do thay đổi nhân khẩu học và tăng tỷ lệ béo phì, một hiện tượng được gọi là kích thước phù phiếm. Điều này dẫn đến các nhãn cụ thể theo quốc gia và nhà cung cấp cụ thể phát sinh thêm chi phí và có thể gây khó khăn cho việc đặt hàng qua internet hoặc thư. Do đó, một số tiêu chuẩn mới cho kích cỡ quần áo đang được phát triển dựa trên kích thước cơ thể, chẳng hạn như "Chỉ định kích cỡ quần áo" của EN 13402.

## Lịch sử của kích cỡ quần áo tiêu chuẩn
Trước khi phát minh ra kích cỡ quần áo vào đầu những năm 1800, tất cả quần áo được sản xuất để phù hợp với các cá nhân bởi thợ may hoặc nhà sản xuất quần áo trong nhà của họ. Sau đó, các nhà sản xuất hàng may mặc nhận thấy rằng phạm vi kích thước cơ thể con người là tương đối nhỏ. Do đó, kích thước đã được phát minh ra
- Các số đo thân ngang bao gồm chu vi cổ, chiều rộng vai, số đo vòng ngực - chu vi vòng ngực quá mức, chu vi vòng ngực đầy đủ, tách điểm ngực và chu vi vòng ngực (lồng ngực) - chu vi vòng eo tự nhiên, chu vi hông trên và chu vi hông dưới.
- Các số đo thân dọc bao gồm chiều dài lưng (cổ-eo), chiều dài vai-eo (không giống với chiều dài lưng, do độ dốc của vai), chiều dài vai-ngực, chiều dài eo-eo và hai chiều dài hông-eo.
- Số đo tay áo bao gồm chiều dài dưới cánh tay và trên cánh tay, chiều dài cánh tay trước, chu vi cổ tay và chu vi bắp tay.

Tuy nhiên, vì vải có xếp nếp và dễ co dãn, không phải tất cả các phép đo đều được yêu cầu để có được một trang phục phù hợp trong hầu hết các kiểu dáng.

## Tiêu chuẩn

### Quốc tế

#### ISO
Có một số tiêu chuẩn ISO về chỉ định kích thước quần áo, nhưng hầu hết chúng đều được sửa đổi và thay thế bằng một trong các bộ phận của ISO 8559 gần giống với Tiêu chuẩn Châu Âu EN 13402:
- ISO 3635: 1981, Chỉ định kích thước quần áo - Định nghĩa và quy trình đo cơ thể (đã huỷ bỏ)
- ISO 3636: 1977, Chỉ định kích cỡ quần áo - Quần áo khoác ngoài cho nam và nam. (đã huỷ bỏ)
- ISO 3637: 1977, Chỉ định kích cỡ quần áo - Quần áo khoác ngoài dành cho nữ và nữ. (đã huỷ bỏ)
- ISO 3638: 1977, Chỉ định kích cỡ quần áo - Quần áo trẻ sơ sinh. (đã huỷ bỏ)
- ISO 4415: 1981, Chỉ định kích thước quần áo - Đồ lót nam và nam, quần áo ngủ và áo sơ mi. (đã huỷ bỏ)
- ISO 4416: 1981, Chỉ định kích cỡ quần áo - Đồ lót, quần áo ngủ, quần áo nền và áo sơ mi nữ. (đã huỷ bỏ)
- ISO 4417: 1977, Chỉ định kích thước quần áo - Mũ nón. (đã huỷ bỏ)
- ISO 4418: 1978, Chỉ định kích thước quần áo - Găng tay. (đã huỷ bỏ)
- ISO 5971: 1981, Chỉ định kích thước quần áo - Quần lót.
- ISO 7070: 1982, Kích thước chỉ định của quần áo - Sản phẩm dệt kim.
- ISO 8559: 1989, Khảo sát xây dựng và nhân trắc học may mặc - Kích thước cơ thể (đã huỷ bỏ) 
  - ISO 8559-1: 2017, Chỉ định kích thước quần áo - Phần 1: Định nghĩa nhân trắc học để đo cơ thể
  - ISO 8559-2: 2017, Chỉ định kích thước quần áo - Phần 2: Chỉ báo kích thước sơ cấp và thứ cấp
  - ISO 8559-3: 2018, Chỉ định kích thước quần áo - Phần 3: Phương pháp tạo ra các bảng và khoảng đo cơ thể
- ISO / TR 10652: 1991, Hệ thống định cỡ tiêu chuẩn cho quần áo

### Châu Á

#### Trung Quốc
- GB 1335-81
- GB / T 1335.1-2008 Chỉ định kích cỡ quần áo - Nam
- GB / T 1335.2-2008 Chỉ định kích cỡ quần áo - Phụ nữ
- GB / T 1335.3-2008 Chỉ định kích cỡ quần áo - Trẻ em
- GB / T 2668-2002 Kích cỡ cho áo khoác, áo khoác và quần
- Kích thước GB / T 14304-2002 cho hàng may mặc bằng len

#### Nhật Bản
- JIS L 4001 (1997) Hệ thống định cỡ cho quần áo trẻ sơ sinh
- JIS L 4002 (1997) Hệ thống định cỡ cho quần áo bé trai
- JIS L 4003 (1997) Hệ thống định cỡ cho quần áo nữ
- JIS L 4004 (1997) Hệ thống định cỡ cho quần áo nam
- JIS L 4005 (1997) Hệ thống định cỡ cho hàng may mặc nữ
- JIS L 4006 (1997) Hệ thống định cỡ cho hàng may mặc nền tảng
- JIS L 4007 (1997) Hệ thống định cỡ cho hàng dệt kim và quần lót

#### Hàn Quốc
- KS K 0050 (2009) Trang phục nam
- KS K 0051 (2004) Trang phục nữ
- Trẻ sơ sinh KS K 0052
- Mũ bảo hiểm KS K 0059
- Đồng thau KS K 0070
- Áo sơ mi KS K 0037
- KS K 0088 Vớ

#### Liên bang Nga
- - GOST R 53230-2008 (ISO 4415-1981) Kích thước chỉ định quần áo. Đồ lót nam, quần áo ngủ và áo sơ mi nam

#### Thái Lan
- Wacoal (1981, 1987)

### Úc
- L9 - Quần áo phụ nữ - Hiệp hội các nhà sản xuất trang phục của NSW - 1959-1970
- AS1344-1972, 1975, 1997 Sơ đồ mã hóa kích thước cho quần áo phụ nữ
- AS1182 - 1980 - Sơ đồ mã hóa kích thước cho quần áo trẻ sơ sinh và trẻ em

### Châu Âu

#### CEN
Tổ chức Tiêu chuẩn Châu Âu (CEN) đã sản xuất một loạt các tiêu chuẩn, có tiền tố là EN 13402:
- EN 13402-1: Điều khoản, định nghĩa và quy trình đo cơ thể
- EN 13402-2: Kích thước chính và phụ
- EN 13402-3: Chỉ định kích thước của quần áo. Số đo cơ thể và tiêu chuẩn quốc gia của 33 quốc gia thành viên. Nó hiện đang được sử dụng phổ biến cho quần áo trẻ em, nhưng chưa dành cho người lớn. Tiêu chuẩn thứ ba EN 13402 -3 tìm cách giải quyết vấn đề kích thước không đều hoặc Vanity thông qua việc cung cấp hệ thống ghi nhãn dựa trên đơn vị SI, sẽ mô tả bằng hình ảnh các kích thước mà một sản phẩm may mặc được thiết kế phù hợp, theo tiêu chuẩn ISO 3635.

#### Đức
- DOB-Verband (1983)

#### Pháp
- AFNOR NF G 03-001 (1977) - Cơ thể người - Từ vựng - Chữ tượng hình;
- AFNOR EXP G 03-002 (1977) - Các biện pháp dành cho phụ nữ
- AFNOR EXP G 03-003 (1977) - Các biện pháp dành cho nam giới
- AFNOR EXP G 03-006 (1978) - Các biện pháp của trẻ sơ sinh và trẻ nhỏ
- AFNOR EXP G 03-007 (1977) - Chỉ định kích cỡ quần áo cho nam, nữ và trẻ em
- AFNOR NF G 03-008 (1984) - Quần bó - Kích cỡ - Chỉ định - Đánh dấu

#### Vương quốc Anh

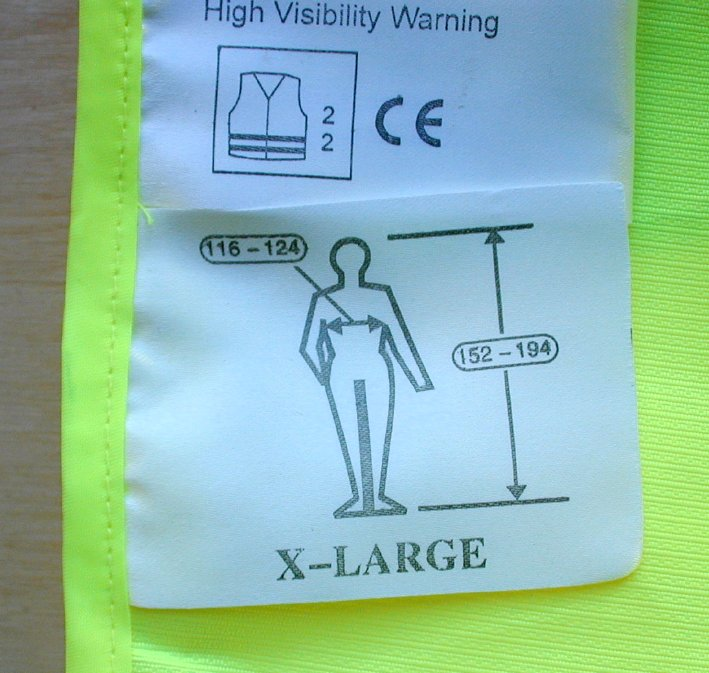
Nhãn cỡ quần áo với EN Chữ tượng hình 13402-3 và kích thước cơ thể tính bằng centimet (tìm thấy trên áo khoác có khả năng hiển thị cao được bán ở Vương quốc Anh).

- BS 3666: 1982 Đặc điểm kỹ thuật về chỉ định kích cỡ quần áo của phụ nữ
- BS 6185: 1982 Đặc điểm kỹ thuật về chỉ định kích cỡ quần áo nam

BS 3666: 1982, tiêu chuẩn cho quần áo phụ nữ, hiếm khi được các nhà sản xuất tuân theo vì nó xác định kích thước theo số đo vòng hông và vòng ngực chỉ trong một phạm vi giới hạn. Điều này đã dẫn đến sự khác biệt giữa các nhà sản xuất và xu hướng kích thước phù phiếm.

#### Nam Tư cũ
Slovenia, Croatia, Bosnia và Herzegovina, Macedonia và Serbia vẫn sử dụng các tiêu chuẩn JUS (F.G0.001 1979, F.G0.002 1979, F.G0.003 1979) được phát triển ở Nam Tư cũ. Ngoài các số đo chu vi thông thường, quần áo cũng được đánh dấu để xác định 5 dải chiều cao: X-Short, Short, Medium, Tall, X-Tall và các loại cơ thể: Slim, Normal hoặc Full, nó được thiết kế để phù hợp.

### Bắc Mỹ

#### Hoa Kỳ
- CS-151-50 - Trẻ sơ sinh, trẻ sơ sinh, trẻ nhỏ và quần áo trẻ em
- CS 215-58 - Quần áo nữ (1958)
- PS 36-70 - Quần áo bé trai (1971)
- Quần áo nữ PS 42-70 (1971)
- PS 45-71 - Quần áo nam trẻ,
- PS 54-72 - Quần áo nữ
- ASTM D5585-95, (2001)
- ASTM D6829-02, (2008)
- ASTM D5585-11, (2011)
- ASTM D6240-98,
- Tiêu chuẩn ASTM D6960-04, Women Plus (2004)

Không có kích thước quần áo bắt buộc hoặc tiêu chuẩn ghi nhãn ở Mỹ, mặc dù một loạt các tiêu chuẩn tự nguyện đã được áp dụng từ những năm 1930. Tuy nhiên, chính phủ Hoa Kỳ đã cố gắng thiết lập một hệ thống cho quần áo phụ nữ vào năm 1958 khi Cục Tiêu chuẩn Quốc gia công bố "Các phép đo cơ thể để định cỡ mẫu và trang phục của phụ nữ". Các hướng dẫn của cuốn sách đã được thực hiện một tiêu chuẩn thương mại và thậm chí được cập nhật vào năm 1970. Nhưng hướng dẫn cuối cùng đã bị biến thành một tiêu chuẩn tự nguyện cho đến khi nó bị bãi bỏ hoàn toàn vào năm 1983. Tổ chức tư nhân ASTM International bắt đầu phát hành xe đẩy có kích thước được đề xuất vào những năm 1990.
Kể từ đó, các kích thước bỏ lỡ phổ biến của Hoa Kỳ không có kích thước ổn định. Các thương hiệu quần áo và nhà sản xuất kích thước sản phẩm của họ theo sở thích của họ. Ví dụ: kích thước của hai chiếc váy cỡ 10 từ các công ty khác nhau, hoặc thậm chí từ cùng một công ty, có thể có các kích thước khác nhau; và cả hai đều gần như chắc chắn lớn hơn kích thước 10 kích thước được mô tả trong tiêu chuẩn Hoa Kỳ. Kích thước Vanity có thể chịu trách nhiệm một phần cho sự sai lệch này (bắt đầu một cách nghiêm túc vào những năm 1980).

## Phụ nữ

### Bảng so sánh
| Hoa Kỳ   | 0  | 2  | 4    | 6  | số 8 | 10 | 12 | 14 | 16 | 18 | 20 | 22 | 24 |
| Anh      | 4  | 6  | số 8 | 10 | 12   | 14 | 16 | 18 | 20 | 22 | 24 | 26 | 28 |
| nước Đức | 30 | 32 | 34   | 36 | 38   | 40 | 42 | 44 | 46 | 48 | 50 | 52 | 54 |
| Pháp     | 32 | 34 | 36   | 38 | 40   | 42 | 44 | 46 | 48 | 50 | 52 | 54 | 56 |
| Ý        | 36 | 38 | 40   | 42 | 44   | 46 | 48 | 50 | 52 | 54 | 56 | 58 | 60 |
| Hàn Quốc | 44 | 44 | 55   | 55 | 66   | 66 | 77 | 77 | 88 | 88 |    |    |    |

| Hoa Kỳ     | 4     | 6      | số 8  | 10     | 12     |
| Anh        | số 8  | 10     | 12    | 14     | 16     |
| Pháp       | 36    | 38     | 40    | 42     | 44     |
| tiếng Nhật | 7     | 11     | 15    | 17     | 21     |
|            |       |        |       |        |        |
| Bán thân   | 32 "  | 34 "   | 36 "  | 38 "   | 40 "   |
|            | 81 cm | 86 cm  | 91 cm | 97 cm  | 102 cm |
| Eo         | 24 "  | 26,5 " | 29 "  | 31 "   | 33 "   |
|            | 61 cm | 67 cm  | 74 cm | 79 cm  | 84 cm  |
| Hông       | 35 "  | 37 "   | 39 "  | 41 "   | 43 "   |
|            | 89 cm | 94 cm  | 99 cm | 104 cm | 109 cm |

| EU  | 40 | 42 | 44 | 46 | 48 | 50 |
| Anh | 34 | 36 | 38 | 40 | 42 | 44 |
| Mỹ  | 32 | 34 | 36 | 38 | 40 | 42 |

| EU  | 28 | 30 | 32 | 34 | 36 | 38 | 40 | 42 |
| Anh | 3  | 5  | 7  | 9  | 11 | 13 | 15 | 17 |
| Mỹ  | 1  | 3  | 5  | 7  | 9  | 11 | 13 | 15 |

| Cỡ váy        | 3XS | XXS | XS | S  | M  | L  | XL  | Xxl | 3xl     | 4XL     |
| Bán thân (cm) | 70  | 75  | 80 | 85 | 90 | 95 | 100 | 105 | 110-115 | 120-125 |

| Cỡ váy        | 3  | 5  | 7  | 9  | 11 | 13 | 15 | 17 | 19  | 21  | 23  | 25  | 27  | 29  | 31  |
| Bán thân (cm) | 74 | 77 | 80 | 83 | 86 | 89 | 92 | 96 | 100 | 104 | 108 | 112 | 116 | 120 | 124 |

| bổ nghĩa                 | PP (đôi nhỏ) | P (nhỏ nhắn) | R (thường xuyên) | T (cao) |
| Chiều cao đối tượng (cm) | 142          | 150          | 158              | 166     |
| Vòng hông bổ sung (cm)   | 0            | 0            | 2                | 4       |

| bổ nghĩa               | Y | Một | AB   | B  |
| Vòng hông bổ sung (cm) | 0 | 4   | số 8 | 12 |

ví dụ: một chiếc váy được đánh dấu 13-Y-PP hoặc 13-YP sẽ được thiết kế cho người có 89   cm bán thân và 89   hông cm, trong khi một chiếc váy được đánh dấu 13-BT sẽ được nhắm vào một cá nhân cao hơn với 105   hông cm, nhưng cùng 89   cm bán thân. Phụ kiện B thêm 12   cm và bộ điều chỉnh chiều cao T 4   cm để đo hông cơ sở 89 + 16 = 105   cm. Ngoài ra, còn có một bộ điều chỉnh vòng eo theo độ tuổi, như một chiếc váy được bán cho ai đó ở độ tuổi 60 có thể cho phép vòng eo 9   cm lớn hơn một chiếc váy, có cùng kích cỡ, được bán cho một người ở độ tuổi 20. Các điều chỉnh theo độ tuổi cho phép tối đa 3   cm tăng chu vi, mỗi thập kỷ của cuộc sống.

### Kích thước Ý (ITA)
Kích cỡ trang phục được tính như sau:
- Kích thước trang phục tiêu chuẩn = (Vòng tròn bán thân cm / 2)

### Kích thước Pháp (FRA / BEL)
Kích cỡ trang phục được tính như sau:
- Kích thước trang phục tiêu chuẩn = (Vòng tròn bán thân cm / 2) - 4

### Kích thước của Đức (DE / AT / NL / SE / DK)
Kích cỡ trang phục được tính như sau:
- Cỡ váy chuẩn (Chiều cao 164 Điên170   cm) = (Vòng tròn bán thân cm / 2) - 6
- Cỡ váy ngắn (Chiều cao <164   cm) = Cỡ váy chuẩn / 2
- Cỡ váy cao (Chiều cao> 170   cm) = Cỡ váy chuẩn * 2

| Short Size codes < 164 cm    | 16    | 17    | 18    | 19    | 20     | 21      | 22      | 23      | 24      | 25      | 26      | 27      |
| Standard size codes < 170 cm | 32    | 34    | 36    | 38    | 40     | 42      | 44      | 46      | 48      | 50      | 52      | 54      |
| Tall size codes 170 cm       | 64    | 68    | 72    | 76    | 80     | 84      | 88      | 92      | 96      | 100     | 104     | 108     |
| International                | XS    | XS    | S     | S     | M      | M       | L       | L       | XL      | XL      | XXL     | XXL     |
| EU Tops                      | 76    | 80    | 84    | 88    | 92     | 96      | 100     | 105     | 110     | 116     | 122     | 128     |
| EU Bottoms                   | 60    | 63    | 67    | 70    | 75     | 80      | 84      | 88      | 94      | 100     | 106     | 112     |
| Shoulder Width (cm)          | 12    | 12    | 12    | 12    | 13     | 13      | 13      | 13      | 14      | 14      | 14      | 14      |
| Arm length (cm)              | 58    | 59    | 59    | 60    | 60     | 61      | 61      | 61      | 61      | 62      | 62      | 62      |
| Bust (cm)                    | 74–77 | 78–81 | 82–85 | 86–89 | 90–93  | 94–97   | 98–102  | 103–107 | 108–113 | 114–119 | 120–125 | 126–131 |
| Waist (cm)                   | 58–61 | 62–64 | 65–68 | 69–72 | 73–77  | 78–81   | 82–85   | 86–90   | 91–95   | 96–102  | 103–108 | 109–114 |
| Hips (cm)                    | 80–84 | 85–89 | 90–94 | 95–97 | 98–101 | 102–104 | 105–108 | 109–112 | 113–116 | 117–122 | 123–128 | 129–134 |
| Inside Leg (cm)              | 103   | 104   | 105   | 106   | 107    | 108     | 109     | 110     | 111     | 112     | 113     | 114     |
| BH-Größe                     | 65AA  | 70AA  | 70A   | 75A   | 75B    | 80B     | 85C     | 90C     | 90D     | 95D     | 100E    | 105E    |

## Đàn ông

### Bảng so sánh
| Anh và EU / Nhật Bản khác | 36 | 37  | 38 | 39  | 40  | 41  | 42     | 43     | 44     | 45 | 46  |
| Anh / Mỹ / AUS            | 14 | 14½ | 15 | 15½ | 15¾ | 16¼ | 16½    | 17     | 17½    | 18 | 18½ |
| Nhật Bản                  | S  | S   | M  | M   | L   | L   | LL, XL | LL, XL | LL, XL |    |     |
| Hàn Quốc                  | 90 |     | 95 |     | 100 |     | 105    |        | 110    |    |     |

| EU     | 36    | 37/38 | 39/40  | 41/42  | 43/44  | 45/46  |
| ANH MỸ | XS    | S     | M      | L      | XL     | Xxl    |
|        | 84 cm | 92 cm | 100 cm | 108 cm | 116 cm | 124 cm |

| EU     | 38/40 | 42/44 | 46/48 | 50/52 | 52/54 |
| ANH MỸ | S     | M     | L     | XL    | Xxl   |

| EU / Nga | 40  | 42 | 44 | 46 | 48  | 50  | 52  | 54  | 56  | 58  | 60   | 62 | 64 |
| ANH MỸ   | 30  | 32 | 34 | 36 | 38  | 40  | 42  | 44  | 46  | 48  | 50   | 52 | 54 |
| Nhật Bản | 32  | 34 | 36 | 38 | 40  | 42  | 44  | 46  | 48  | 50  | 52   |    |    |
| Hàn Quốc | 80  | 85 | 90 | 95 | 100 | 105 | 110 | 115 | 120 | 125 | 130  |    |    |
| SML      | XXS | XS | S  | S  | M   | M   | L   | L   | XL  | Xxl | XXXL |    |    |

| EU     | 64/68 | 68/72 | 72/76 | 76/80 | 80/84 | 84/88 | 88/92 | 92/96 | 96/100 | 100/104 | 104/108 | 108/112 | 112/116 |
| Ý      | 43    | 44    | 45    | 46    | 47    | 48    | 49    | 50    | 51     | 52      | 53      | 54      | 55      |
| ANH MỸ | 27    | 28    | 29    | 30    | 31    | 32    | 33    | 34    | 36     | 38      | 40      | 42      | 44      |

| EU     | 34    | 36    | 38    | 40 | 42 | 44 | 46 | 48 |
| ANH MỸ | 25/26 | 27/11 | 29/30 | 31 | 32 | 33 | 34 | 36 |

| EU     | 1 | 2 | 3 | 4  | 5   |
| ANH MỸ | S | M | L | XL | Xxl |

### Kích thước Pháp (FRA / BEL)
Kích cỡ ngực / Suit được tính như sau:
- Mã kích thước tiêu chuẩn = (Chu vi vòng ngực cm + 1) / 2

### Kích thước của Đức (AT / DE / NL / DK / SE / FI)
Kích cỡ ngực / Suit được tính như sau:
- Mã kích thước tiêu chuẩn (Normale) = (Chu vi vòng ngực cm - 1) / 2
- Short / Stocky (Kurz / Untersetzt) = Mã kích thước tiêu chuẩn / 2
- Portly (Bauchgrößen) = Mã kích thước tiêu chuẩn + 1
- Cao / Lean (Schlank / Lang) = (Mã kích thước tiêu chuẩn - 1) * 2

| Standard Size Codes          | 44      | 46      | 48      | 50      | 52      | 54      | 56      | 58      | 60      | 62      | 64      | 66      | 68      | 70      | 72      | 74      |
| Underwear                    | 4       | 4       | 5       | 5       | 6       | 6       | 7       | 7       | 8       | 8       |         |         |         |         |         |         |
| International                | XXS     | XS      | S       | M       | L       | XL      | XXL     | 3XL     | 3XL     | 4XL     | 4XL     | 5XL     | 5XL     | 6XL     | 6XL     | 7XL     |
| Chest (cm)                   | 086–89  | 090–93  | 094–97  | 098–101 | 102–105 | 106–109 | 110–113 | 114–117 | 118–121 | 122–125 | 126-128 | 129-132 | 133-136 | 137-140 | 141-144 | 145-148 |
| Waist size (cm)              | 074–77  | 078–81  | 082–85  | 086–89  | 090–94  | 095–99  | 100–104 | 105–109 | 110–114 | 115–119 | 120-124 | 125-128 | 129-132 | 133-134 | 135-138 | 139-142 |
| Hip circumference (cm)       | 090–93  | 094–97  | 098–101 | 102–105 | 106–109 | 110–113 | 114–117 | 118–121 | 122–125 | 126–129 |         |         |         |         |         |         |
| Height (cm)                  | 166–170 | 168–173 | 171–176 | 174–179 | 177–182 | 180–184 | 182–186 | 184–188 | 185–189 | 187–190 | 191-192 | 193-194 | 195-196 | 197-198 | 199-200 | 201-202 |
|                              |         |         |         |         |         |         |         |         |         |         |         |         |         |         |         |         |
| Short / Stocky (untersetzte) | 22      | 23      | 24      | 25      | 26      | 27      | 28      | 29      | 30      | 31      | 32      | 33      | 34      | 35      | 36      | 37      |
| Chest (cm)                   | 089–92  | 093–96  | 097–100 | 101–104 | 105–108 | 109–112 | 113–116 | 117–120 | 121–124 | 125-128 | 129-132 | 133-136 | 137-140 | 141-144 | 145-148 |         |
| Waist size (cm)              | 081–84  | 085–88  | 089–92  | 093–96  | 097–100 | 101–106 | 107–110 | 111–114 | 115–118 |         |         |         |         |         |         |         |
| Hip circumference (cm)       | 097-100 | 101–104 | 105–108 | 109–112 | 113–116 | 117–120 | 121–124 | 125–128 | 129–132 |         |         |         |         |         |         |         |
| Height (cm)                  | 163-167 | 166–170 | 169–173 | 172–176 | 175–178 | 177–180 | 179–182 | 181–183 | 182–183 | 184     | 185     | 186     | 187     | 188     | 189-190 | 191-192 |
|                              |         |         |         |         |         |         |         |         |         |         |         |         |         |         |         |         |
| Portly (Bauchgrößen)         |         |         |         | 51      | 53      | 55      | 57      | 59      | 61      | 63      | 65      | 67      | 69      | 71      | 73      |         |
| Chest (cm)                   |         |         |         | 100–103 | 104–107 | 108–111 | 112–115 | 116–119 | 120–123 | 124–126 | 127-130 | 131-134 | 135-138 | 139-142 | 143-146 |         |
| Waist size (cm)              |         |         |         | 102–107 | 108–111 | 112–117 | 118–121 | 122–125 | 126–129 | 130-132 | 133-136 | 137-140 | 141-146 | 147-150 | 151-154 |         |
| Hip circumference (cm)       |         |         |         | 108–111 | 112–115 | 116–119 | 120–123 | 124–127 | 128–132 | 133–137 |         |         |         |         |         |         |
| Height (cm)                  |         |         |         | 168–172 | 170–174 | 172–176 | 174–178 | 176–180 | 178–182 | 180–184 |         |         |         |         |         |         |
|                              |         |         |         |         |         |         |         |         |         |         |         |         |         |         |         |         |
| Tall size (schlanke)         |         | 90      | 94      | 98      | 102     | 106     | 110     | 114     | 118     | 122     |         |         |         |         |         |         |
| Chest (cm)                   |         | 088–91  | 092–95  | 096–99  | 100–103 | 104–107 | 108–111 | 111-114 | 115-118 | 119-122 |         |         |         |         |         |         |
| Waist size (cm)              |         | 074–77  | 078–81  | 082–85  | 086–89  | 090–93  | 094–98  | 100-104 | 105-109 | 110-114 |         |         |         |         |         |         |
| Hip circumference (cm)       |         | 092–95  | 096–99  | 100–103 | 104–107 | 108–111 | 112–115 | 116-119 | 120-123 | 124-127 |         |         |         |         |         |         |
| Height (cm)                  |         | 175–179 | 178–182 | 181–185 | 184–188 | 186–190 | 188–192 | 193-197 | 196-200 | 199-203 |         |         |         |         |         |         |

## Bộ chia kích thước
Bộ chia kích thước được sử dụng bởi các cửa hàng quần áo để giúp khách hàng tìm đúng kích cỡ. Giống như thẻ chỉ mục, chúng được tìm thấy trên giá đỡ giữa các kích cỡ. Có ba loại cơ bản: hình chữ nhật, tròn và cỡ vua. Trong số các cửa hàng sử dụng chúng là Marshalls và TJ Maxx.